# Acerca de los padres / Generaciones
Acerca de los padres / Generaciones es un sencillo de la cantautora chilena Isabel Parra, lanzado en 1972 por el sello DICAP y perteneciente al álbum Isabel Parra y parte del Grupo de Experimentación Sonora del ICAIC. Tanto el Lado A como el Lado B son composiciones del cantautor cubano Silvio Rodríguez, quien colabora tocando la guitarra. Silvio ya había participado anteriormente en la grabación del disco de 1971 de Isabel titulado De aquí y de allá.

## Lista de canciones
Todas las canciones escritas y compuestas por Silvio Rodríguez. 
| Lado A |                        |        |          |  |
| N.º    | Título                 | Letras | Duración |  |
| 1.     | «Acerca de los padres» |        |          |  |

| Lado B |                |        |          |  |
| N.º    | Título         | Letras | Duración |  |
| 2.     | «Generaciones» |        |          |  |

## Créditos
- Isabel Parra: voz
- Silvio Rodríguez: guitarra